# Пам’ятний знак воїнам-землякам, які загинули в роки Другої світової війни (Колиндяни)
Пам'ятний знак воїнам-землякам, які загинули в роки Другої світової війни в Колиндянах — пам'ятка історії місцевого значення в Україні, охоронний номер 813.

## Відомості
Пам'ятник встановлено в 1971 році.